# Amraica solivagaria
Amraica solivagaria  är en fjärilsart som beskrevs av Francis Walker 1866. Amraica solivagaria  ingår i släktet Amraica och familjen mätare, Geometridae. Inga underarter finns listade i Catalogue of Life.